# Celastrus xizangensis
Celastrus xizangensis là một loài thực vật có hoa trong họ Dây gối. Loài này được Y.R.Li mô tả khoa học đầu tiên năm 1981.